# Линкольнский христианский университет
Линкольнский христианский университет (англ. Lincoln Christian University, LCU) — частный христианский университет в Линкольне (штат Иллинойс, США). У него есть филиалы в городе Нормал (штат Иллинойс), Индианаполисе, столице штата Индиана, и Лас-Вегасе (штат Невада). Линкольнский христианский университет связан с конгрегацией Христианских церквей и церквей Христа.
Линкольнский христианский университет предлагает четырёхлетнее совместное обучение в библейском колледже с проживанием, включая сертификаты, степени младшего специалиста и бакалавра. Выпускная семинария Линкольнского христианского университета предлагает степени магистра (включая степень магистра богословия) и доктора служения (D.Min.). Университет также предлагает программы повышения квалификации на различных площадках, в том числе онлайн.

## История
Линкольнский христианский университет был основан в 1944 году как Линкольнский библейский институт, четырёхлетний библейский колледж, связанный с Движением реставрации. Его первым президентом был Эрл Харгроув, а первым деканом — Энос Даулинг. Семинария открылась в 1951 году.
В мае 2009 года представители Линкольнского библейского института объявили, что с сентября 2009 года учебное заведение изменит свое название на Линкольнский христианский университет.
В 1993 году Линкольнский христианский университет стал филиалом Восточного христианского колледжа, который был переименован в Линкольнский христианский колледж Восточного побережья. Восточный христианский колледж закрылся в 2005 году и был поглощён Среднеатлантическим христианским университетом.
Последними проектами Линкольнского христианского университета были новые жилые (2007) и спортивные (2006) помещения, а также реконструкция офисных и учебных зданий.

## Лёгкая атлетика
Спортивные команды Линкольнского христианского университета, известные под названием «Красные львы», являются членами Национальной атлетической ассоциации христианских колледжей (NCCAA), а также членами Национальной ассоциации межвузовской легкой атлетики (NAIA). В обеих организациях они выступают в качестве независимых команд. Линкольнский христианский университет является членом Дивизиона III Национальной ассоциации студенческого спорта, выступая в основном в межвузовской атлетической конференции Сент-Луиса (SLIAC). Мужские виды спорта включают бейсбол, баскетбол и футбол; а женские — баскетбол, футбол и волейбол.